# Emilio Cordero (Filmproduzent)
Don Emilio Ilario Cordero (* 2. April 1917 in Priocca; † 28. August 2010 in Ariccia) war ein italienischer Pauliner-Priester und Filmschaffender.

## Leben
Cordero trat früh, im Februar 1932, dem Orden der Pauliner bei und wurde nach dem Zweiten Weltkrieg der Leiter von Sampaolo Film, einer Produktionsgesellschaft seines Ordens. In dieser Funktion war er an zahlreichen Dokumentarfilmen und einigen Spielfilmen beteiligt, die er produzierte. Zu Beginn seiner dortigen Tätigkeit war er auch drei Mal als Regisseur aktiv.
Cordero führte San Paolo Film zu einer angesehenen Adresse aufgrund der dort vorhandenen technischen Ausstattung und war Direktor der katholischen Filmgesellschaft (Società cinematografica cattolica). Ab 1956 ließ er im 35-mm-Format produzieren, nachdem im Jahr zuvor die Produktionsfirma neu gegründet werden musste. Zu Beginn der 1960er Jahre produzierte er einen Zyklus von naiven, in Sardinien entstandenen Verfilmungen von Geschichten des Alten Testamentes. Corderos letzte Tätigkeit für Paolo Film war die Koordination der RAI-Verfilmung von Pinocchio.

## Filmografie (Auswahl)

### Regisseur
- 1946: Inquietudine (Ko-Regie)
- 1946: Il piccolo ribelle (auch Drehbuch)
- 1950: Mater Dei (auch Drehbuch)

### Produzent
- 1963: Die Arche Noah (Giacobbe, l'uomo che lotte con Dio)